# Łabunie
Łabunie – wieś w Polsce położona w województwie lubelskim, w powiecie zamojskim, w gminie Łabunie. Leży 11 km na południowy wschód od Zamościa.
W latach 1954–1972 wieś należała i była siedzibą władz gromady Łabunie. W latach 1975–1998 miejscowość administracyjnie należała do województwa zamojskiego.
Wieś jest sołectwem, siedzibą gminy Łabunie. Według Narodowego Spisu Powszechnego z roku 2011 wieś liczyła 1775 mieszkańców.
Wieś jest siedzibą rzymskokatolickiej parafii Matki Bożej Szkaplerznej i św. Dominika w Łabuniach.

## Historia
Według opracowania J. Niedźwiedzia, udokumentowana historia wsi sięga co najmniej XV w.

### Wiek XV
W 1428 roku odnotowano w dokumentach istnienie rodu Łabuńskich. O Wojciechu i Adamie z Łabuń w powiecie grabowieckim wspominają zapisy z lat 1433–1444 oraz 1435–1447. Adam był w 1435 roku jednym z fundatorów drewnianego kościoła w Łabuniach. Później opiekę nad świątynią przejął Jan z Łabuń (występujący w źródłach w latach 1448–1466) oraz Świętosław z Łabuń (notowany w l. 1447–1464). Świętosław mógł być wpływową osobą, ponieważ uczestniczył w delegacji przedstawicieli księstwa bełskiego do króla polskiego w roku 1462, prosząc o włączenie tegoż księstwa do Korony Królestwa Polskiego. Z tej rodziny pochodził także pisarz kancelarii królewskiej i biskup kamieniecki Mikołaj z Łabuń. W latach 1483–1491 jako właściciel włości łabuńskich występował Jan Łabuński, a w roku 1491 jedyną dziedziczką Łabuń została Barbara Łabuńska, żona Piotra Potockiego.

### Wiek XVI
Dobra mogły ulec zniszczeniu na początku XVI wieku w wyniku najazdów tatarskich, odnotowanych na tych terenach w latach 1500 i 1506, ponieważ rejestr poborowy z 1531 r. wykazał zaledwie 3 łany użytków w Łabuniach i Woli Łabuńskiej. Przed 1556 r. pół wsi, jako spadek po Katarzynie Rogali, przejął Jan Rogala, a od niego w tym roku kupił wraz z Wolą Łabuńską Stanisław Zamoyski. W 1566 roku Zamoyski zastawił swoją część wsi Łukaszowi Oleśnickiemu. 

### Wiek XVII
Z Jarosławem Oleśnickim zapewne należy łączyć powstanie w Łabuniach zboru ariańskiego, który mieścił się w dotychczasowym drewnianym kościele. W 1605 roku Jarosław i Dorota Oleśniccy przywrócili kościół katolikom i w tym samym roku biskup chełmski Jerzy Zamoyski rekonsekrował świątynię pod wezwaniem Matki Bożej Szkaplerznej oraz św. Dominika. W 1630 roku wg rejestru podymnego wieś liczyły 30 domów. Dobra, w których leżała wieś, trafiły w posagu Doroty Leśniowolskiej do Stanisława Firleja z Dąbrowicy, do którego należały Łabunie i sąsiednia wieś Łabuńki w 1648 r. W tym okresie, podczas oblężenia Zamościa, Bohdan Chmielnicki rozłożył w Łabuniach swój obóz, biorąc na kwaterę tutejszy dwór Firleja. Według kolejnych rejestrów cała włość łabuńska pozostała własnością Stanisława Firleja, później kasztelana lubelskiego, co najmniej do 1667.

### Wiek XVIII
Podczas wojny północnej w 1704 r. przez kilka dni obozował we wsi król szwedzki Karol XII. 

### Wiek XIX
W XIX wieku Feliks Tarnowski (1790–1851), właściciel sąsiednich dóbr krasnobrodzkich, zbudował w Łabuniach browar, gorzelnię i młyn do mielenia słodu.

### Wiek XX
W 1902 roku dobra Łabuńskie od Jana Stanisława Tarnowskiego zakupił Aleksander Szeptycki. W 1922 roku podarował pałac wraz z parkiem i kilku hektarowym gospodarstwem siostrom Franciszkankom Misjonarkom Maryi.
W latach 1940–1945 Niemcy zbudowali na terenach majątku Szeptyckich lotnisko wojskowe. Używane było w okresie początkowych walk po ataku na ZSRR i w czasie odwrotu w 1944.
W maju 2025 podczas budowy trasy S17 dokonano interesujących odkryć archeologicznych – prawdopodobnie odkryto najstarsze historycznie miejsce osadnictwa w tej wsi z późnego średniowiecza (XIV–XV w.); znaleziono ślady po obiektach mieszkalnych, studnię, żarna i wiele innych drobnych artefaktów.

## Atrakcje
- barokowy pałac z połowy XVIII wieku zbudowany przez Jana Jakuba Zamoyskiego wg projektu Bernarda Meretyna; Szeptyccy w 1922 r. przekazali zespół pałacowo-parkowy siostrom franciszkankom misjonarkom Maryi zajmującym się opieką nad sierotami, dziećmi opuszczonymi i chorymi; zakonnice wykonały remont pałacu i zaadaptowały go na cele klasztorne
- park wraz z założonym na planie koła cmentarzem, na którym znajdują się groby rodziny Szeptyckich, sióstr franciszkanek misjonarek Maryi oraz mogiła z prochami błogosławionego Stanisława Kostki Starowieyskiego
- barokowy kościół parafialny pw. Matki Bożej Szkaplerznej i św. DominikaKonsekrowany pierwotnie w 1605 roku. Prawdopodobnie Stanisławowi Firlejowi należy zawdzięczać w znacznej mierze budowę obecnego kościoła. Wizytacja biskupia z 1671 wspomina kościół nowo murowany w części z kamienia, a w części z cegły, choć jeszcze nie był konsekrowany. ks. Mikołaj Tyszowiecki, pleban łabuński w latach 1715–1730 obejmując parafię zastał kościół w ruinie, ale przy pomocy kolatorów i parafian przeprowadził jego restaurację. Jest to jednonawowa budowla w stylu schyłkowego renesansu lubelskiego, murowana z kamienia i cegły. Przy prezbiterium, od strony północnej znajduje się zakrystia, a od strony południowej kaplica dobudowana w 1870 r. przez Tarnowskich.
  - ołtarz główny został wykonany w XIX wieku z drzewa sosnowego i lipowego, a umieszczono w nim obrazy: św. Antoniego i MB Szkaplerznej; kościół posiada także kilka ołtarzy bocznych, również drewnianych z obrazami: Pana Jezusa Ukrzyżowanego, św. Mikołaja, św. Jana Nepomucena, św. Izydora, św. Walentego, św. Dominika, św. Franciszka, Matki Boskiej Częstochowskiej i Matki Boskiej Bolesnej
  - na chórze muzycznym znajdują się 10-głosowe organy Jana Śliwińskiego z 1896 r.
  - murowane ogrodzenie cmentarza przykościelnego – w jego skład wchodzi parkan z elementami murowanymi oraz z 22 kamiennymi figurami świętych, bogato zdobiona brama wejściowa i furtka; ogrodzenie zostało wykonane w 2 poł. XVIII w., a jego autorstwo z dużym prawdopodobieństwem można przypisać twórcom z kręgu lwowskiego rzeźbiarza Macieja Polejowskiego
  - figura św. Jana Nepomucena (znajdująca się na cmentarzu parafialnym – pierwotnie w innej lokalizacji) przypisywana Johannowi Gottlibmajerowi
  - murowana dzwonnica wzniesiona wraz z ogrodzeniem
  - dom pielgrzyma z 1901 roku
- rezerwat stepowy Łabunie

## Sport
W Łabuniach funkcjonuje Gminny Klub Sportowy Sparta Łabunie – amatorski klub piłkarski, założony w 1951 roku. Obecnie drużyna seniorów gra w grupie zamojskiej klasy A. Sparta rozgrywa mecze na stadionie w Łabuniach.

## Galeria

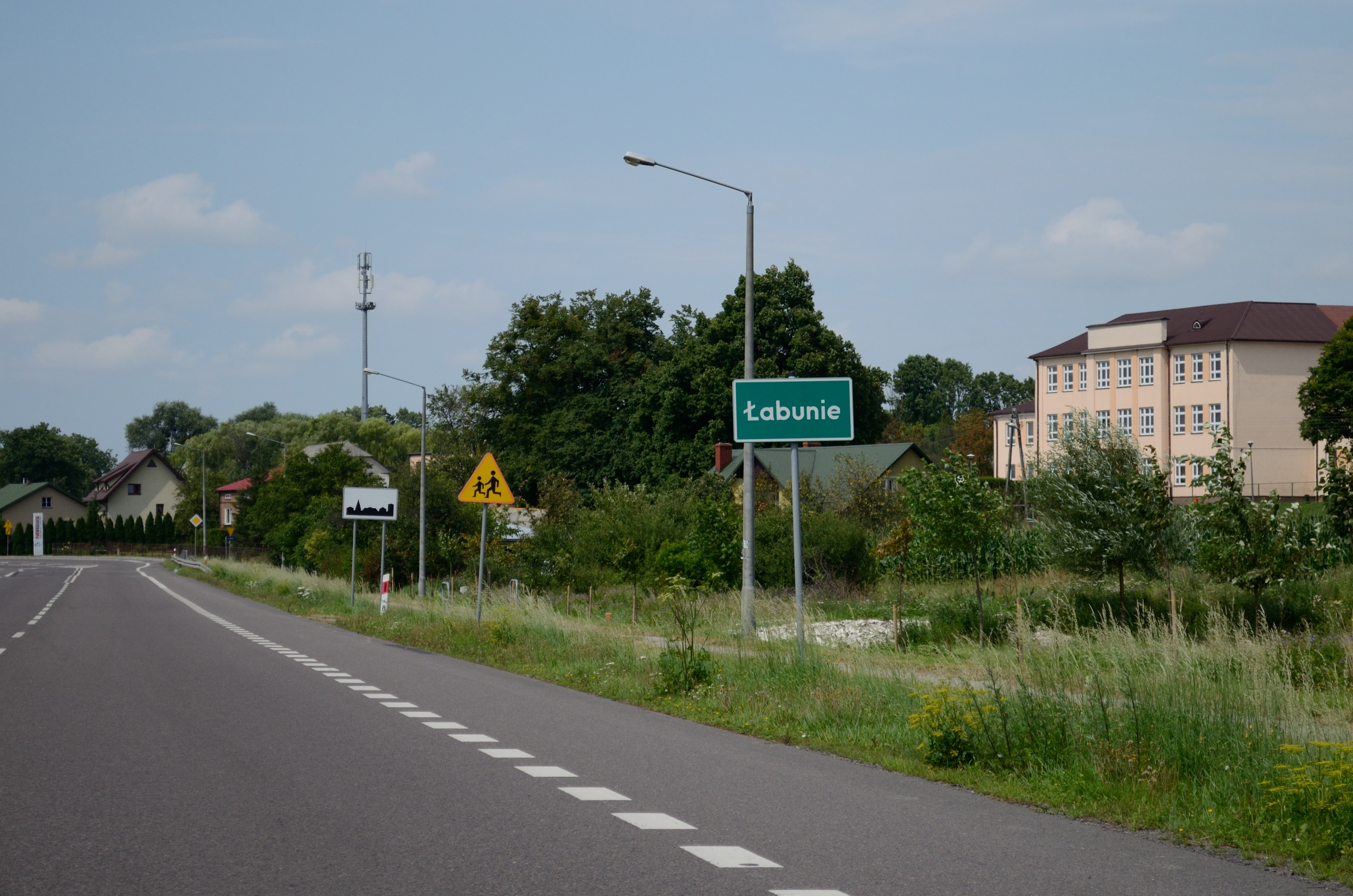
Wjazd do wsi
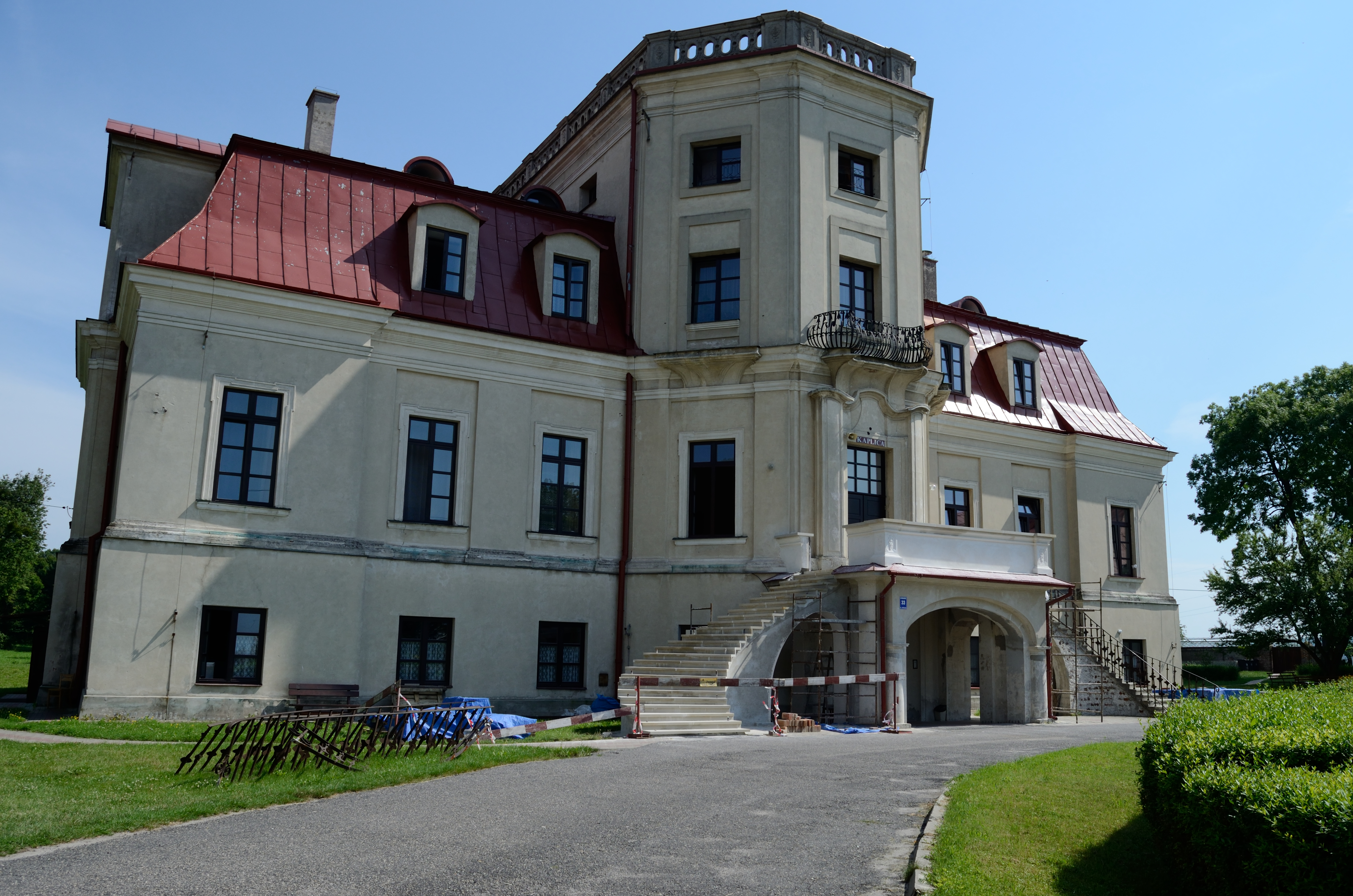
Pałac Zamoyskich w Łabuniach
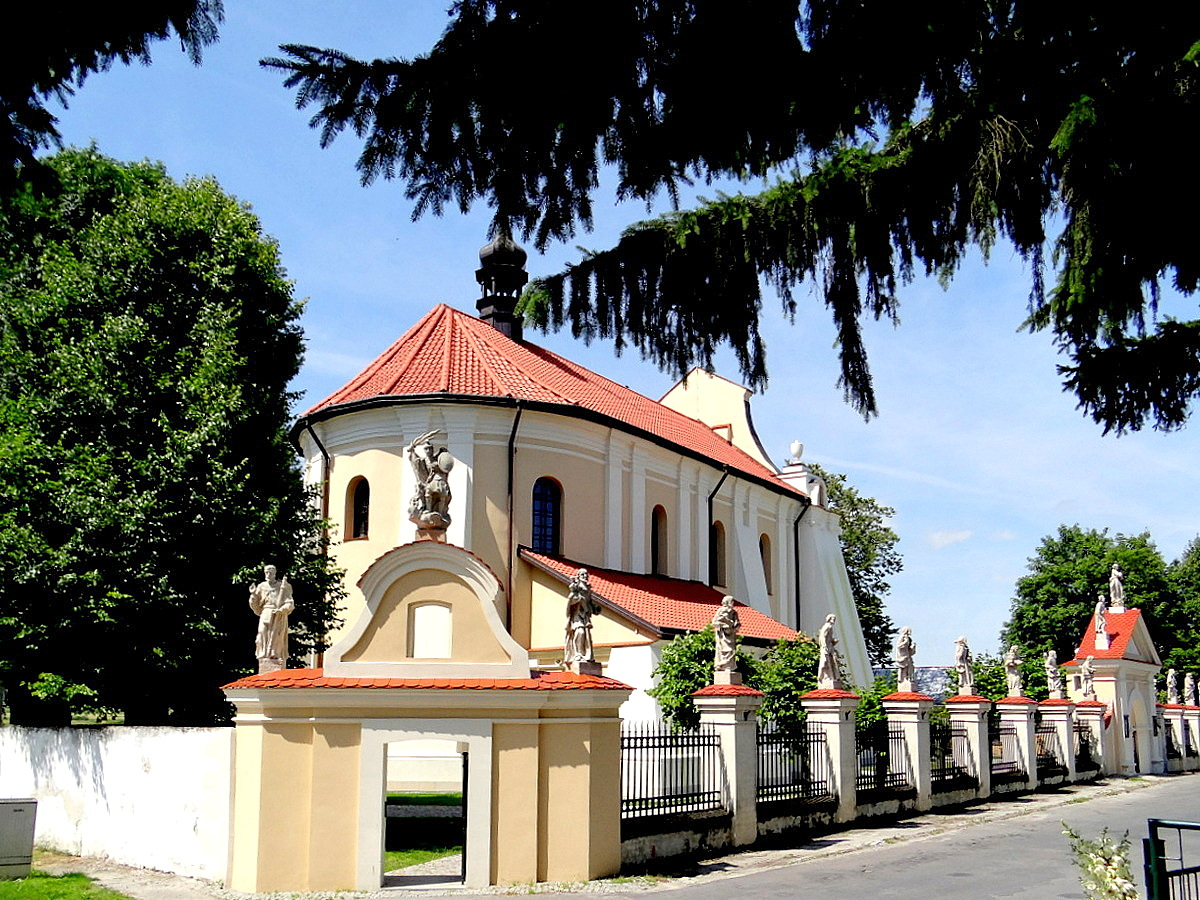
Kościół parafialny w Łabuniach
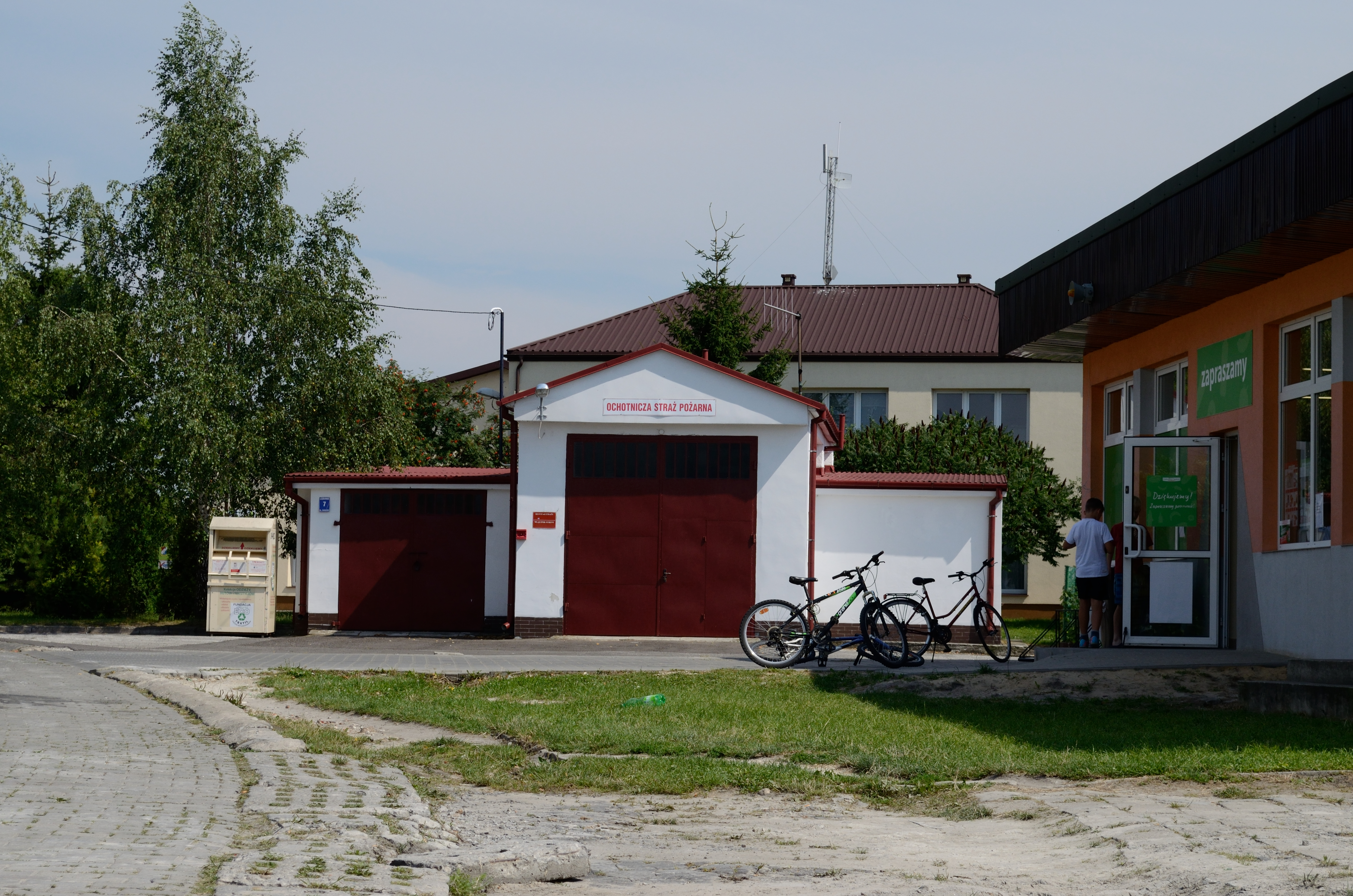
Budynek OSP w Łabuniach
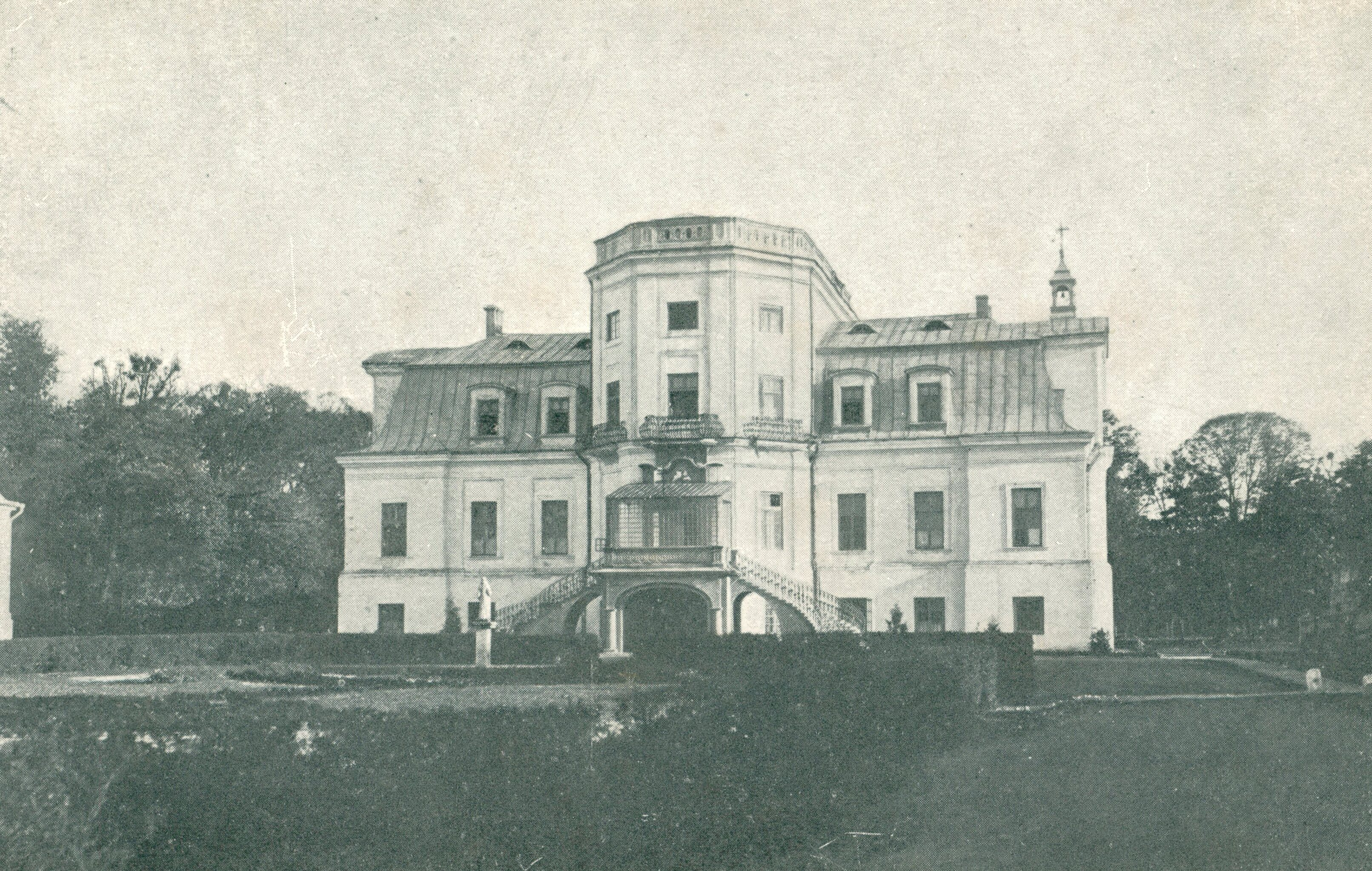
Pałac, 1. poł. XX w.
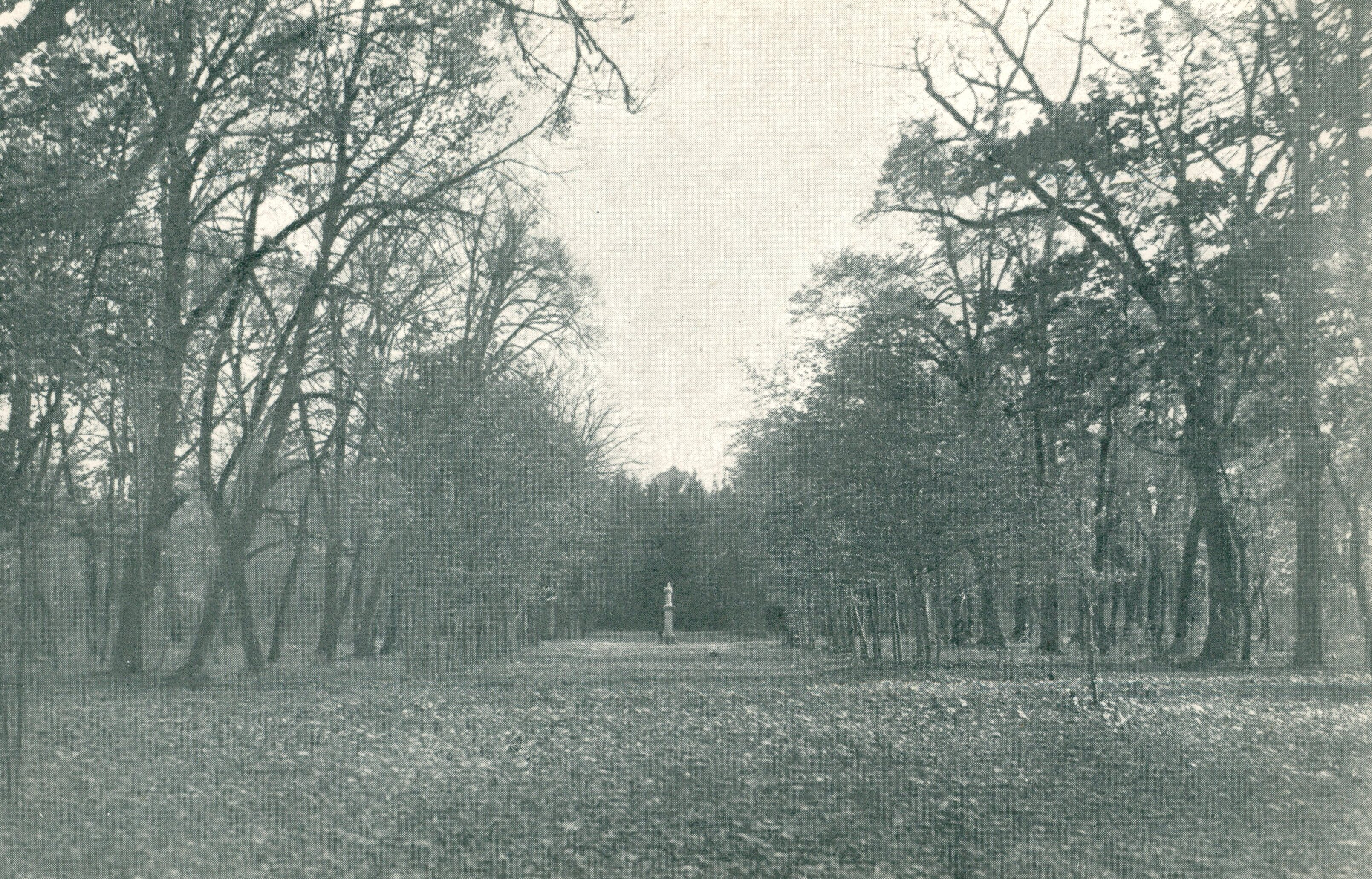
Park pałacowy, 1. poł. XX w.